# Cloaking
Cloaking là sự che đậy hay che giấu một cái gì đó. Trong kỹ thuật SEO thì cloaking ám chỉ hành động của webmaster che giấu bot của cỗ máy tìm kiếm như Google crawl các nội dung mà người dùng nhìn thấy, đồng thời đề xuất cho các cậu Bot nhìn thấy các nội dung được tối ưu hoá trên trang (on-page optimization) tốt nhằm mục đích đạt được các vị trí cao trên SERP. Ví dụ: Trong một số trường hợp, bạn sẽ ngạc nhiên khi nhìn thấy những web hay webpage không có liên quan đến nội dung từ khóa tìm kiếm nhưng lại đứng vị trí rất cao trên SERP.
Vậy họ làm như thế nào? Rất đơn giản là sử dụng CGI/ Htacess của server hosting để quyết định theo user agent của Bot hoặc theo IP list để quyết định những IP nào của Bot sẽ nhìn thấy nội dung nào, và số còn lại là người duyệt web sẽ nhìn thấy nội dung khác. Ngoài ra họ có thể sử dụng các phần mềm Cloaking trên mạng để quyết định xuất bản khu vực nào là cloaking page và cái nào là không.